# Valkenberg (Brakel)
Pour les articles homonymes, voir Valkenberg.
Le Valkenberg est une côte des Ardennes flamandes située sur la commune de Brakel dans la province belge de Flandre-Orientale.

## Cyclisme
Le Valkenberg est surtout connu pour son ascension lors des classiques flandriennes et plus particulièrement lors du Tour des Flandres. C'est une côte asphaltée de 875 mètres de longueur de 6 % de moyenne avec un passage à 15 %.
C'est un mont traditionnel du Tour des Flandres, emprunté entre 1959 et 1973, époque où son revêtement est pavé. En 1973, la route est asphaltée et le Valkenberg disparaît du parcours du « Ronde ». Le Valkenberg réintègre le parcours seulement en 1996 entre Berendries et le Mur de Grammont (Tenbosse n'est alors pas répertorié) et il est ensuite emprunté de 2005 à 2009 entre Berendries et Tenbosse. Le Valkenberg a figuré au parcours du Tour des Flandres 2011.
Le Valkenberg apparaît aussi régulièrement au programme du circuit Het Nieuwsblad (26 fois en 1961, 1976, 1979-1984, 1987-1990, 1995-2003, 2006-2010) mais aussi dans d'autres semi-classiques belges comme À travers les Flandres.